# Rui Naiwei

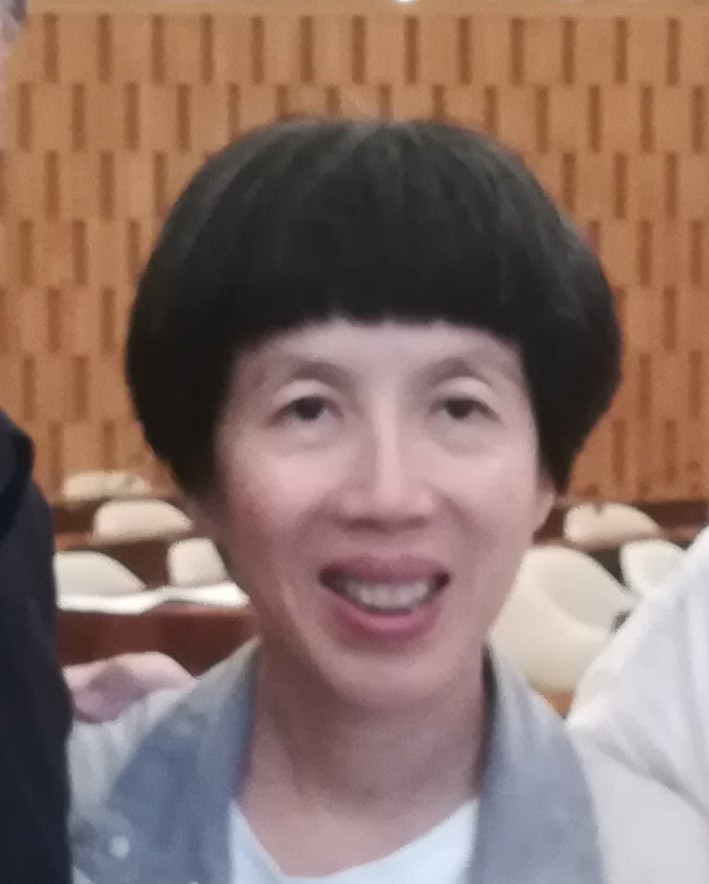
Rui Naiwei – 芮迺伟 (2017)

Rui Naiwei (chinesisch 芮迺偉 / 芮迺伟, Pinyin Ruì Nǎiwěi; * 28. Dezember 1963 in Shanghai, Volksrepublik China) ist eine der stärksten Go-Spielerinnen der Welt und führte die Bestenliste der professionellen Go-Spielerinnen gemäß BayesElo von 1986 bis zum Jahr 2012 an.
Mit dem Go begann sie 1975 im Alter von 11 Jahren. 1985 wurde sie zu einer professionellen Go-Spielerin. 1988 erreichte sie als erste Frau den Rang eines 9. Dan. 1989 emigrierte sie von China nach Japan. 1992 gelangte sie ins Halbfinale des internationalen Ing Cup. Später wanderte sie mit ihrem Mann Jiang Zhujiu nach Südkorea aus, wo sie die Wettbewerbe der Frauen dominierte und zwei offene Männerturniere gewann: den Kuksu Cup (1999) und den Maxim Cup (2004), bei dem sie ein Jahr zuvor dort ihrem Mann unterlag.